# João Schmidt
João Felipe Schmidt Urbano (San Paolo, 19 maggio 1993) è un calciatore brasiliano, centrocampista del Santos.

## Caratteristiche tecniche
È un centrocampista centrale che può giocare anche da terzino sinistro. Piuttosto tecnico, ha un mancino di qualità che più volte utilizza per concludere dalla distanza o sui calci piazzati.

## Carriera

### Club
Inizia la sua carriera in Brasile nel San Paolo, dove tra il 2011 ed il 2014 colleziona quindici presenze in tutte le competizioni, debuttando l'11 settembre 2011 in una partita del Brasileirão contro il Grêmio.
Viene dato in prestito in Portogallo al Vitória Futebol Clube per la stagione 2014-2015, gioca in Liga NOS per ventinove volte realizzando sei gol di cui tre su rigore e uno, di testa, contro l'Arouca decisivo per la salvezza. A fine stagione torna al San Paolo con cui milita per due anni segnando un gol in campionato e uno in Coppa Libertadores nel 6-0 al Trujillanos.
L'8 luglio 2017 viene ufficializzato il suo passaggio all'Atalanta, il trasferimento avviene a parametro zero visto che il suo contratto era scaduto il precedente 30 giugno.
Fa il suo esordio con l'Atalanta il 20 dicembre 2017 subentrando a Nicolas Haas nella gara di Coppa Italia vinta per 2-1 contro il Sassuolo.
Nell'estate del 2018 passa al Rio Ave, mentre nel gennaio del 2019 passa alla squadra giapponese del Nagoya Grampus. Successivamente gioca nella prima divisione giapponese anche con la maglia del Kawasaki Frontale, per poi nel 2024 tornare in Brasile, al Santos.

### Nazionale
Nel 2013 ha giocato 5 partite con la nazionale brasiliana Under-20.

## Statistiche

### Presenze e reti nei club
Statistiche aggiornate al 9 luglio 2018.
| Stagione         | Squadra          | Campionato       | Campionato | Campionato | Coppe nazionali | Coppe nazionali | Coppe nazionali | Coppe continentali | Coppe continentali | Coppe continentali | Altre coppe | Altre coppe | Altre coppe | Totale | Totale | Totale |
| Stagione         | Squadra          | Comp             | Pres       | Reti       | Comp            | Pres            | Reti            | Comp               | Pres               | Reti               | Comp        | Pres        | Reti        | Pres   | Reti   |        |
| ---------------- | ---------------- | ---------------- | ---------- | ---------- | --------------- | --------------- | --------------- | ------------------ | ------------------ | ------------------ | ----------- | ----------- | ----------- | ------ | ------ | ------ |
| 2011             | San Paolo        | A1/SP+A          | 0+1        | 0          | -               | -               | -               | -                  | -                  | -                  | -           | -           | -           | 1      | 0      |        |
| 2012             | San Paolo        | A1/SP+A          | 0+5        | 0          | -               | -               | -               | CS                 | 1                  | 0                  | -           | -           | -           | 6      | 0      |        |
| 2013             | San Paolo        | A1/SP+A          | 5+2        | 0          | -               | -               | -               | CL                 | 0                  | 0                  | CSB         | 0           | 0           | 7      | 0      |        |
| 2014             | San Paolo        | A1/SP+A          | 1+0        | 0          | CB              | 0               | 0               | -                  | -                  | -                  | -           | -           | -           | 1      | 0      |        |
| 2014-2015        | Vitória Setúbal  | PL               | 29         | 6          | CP+CdL          | 2+3             | 0+2             | -                  | -                  | -                  | -           | -           | -           | 34     | 8      |        |
| giu.-dic. 2015   | San Paolo        | A                | 4          | 0          | CB              | 0               | 0               | -                  | -                  | -                  | -           | -           | -           | 4      | 0      |        |
| 2016             | San Paolo        | A1/SP+A          | 6+22       | 0+1        | CB              | 1               | 0               | CL                 | 3                  | 1                  | -           | -           | -           | 32     | 2      |        |
| 2017             | San Paolo        | A1/SP+A          | 10+3       | 0          | CB              | 5               | 0               | CS                 | 2                  | 0                  | -           | -           | -           | 20     | 0      |        |
| Totale San Paolo | Totale San Paolo | Totale San Paolo | 22+33      | 0+1        |                 | 6               | 0               |                    | 6                  | 1                  |             | -           | -           | 66     | 2      |        |
| 2017-2018        | Atalanta         | A                | 0          | 0          | CI              | 1               | 0               | UEL                | -                  | -                  | -           | -           | -           | 1      | 0      |        |
| 2018-gen. 2019   | Rio Ave          | PL               | 19         | 3          | TP+TdL          | 3+2             | 2+0             | UEL                | 1                  | 0                  | -           | -           | -           | 25     | 5      |        |
| 2019             | Nagoya Grampus   | J1               | 0          | 0          | CdL+CI          | 0+0             | 0+0             | -                  | -                  | -                  | -           | -           | -           | 0      | 0      |        |
| Totale carriera  | Totale carriera  | Totale carriera  | 103        | 10         |                 | 17              | 4               |                    | 7                  | 1                  |             | -           | -           | 131    | 15     |        |

## Palmarès

### Club

#### Competizioni nazionali
- Supercoppa del Giappone: 1

Kawasaki Frontale: 2021
- Campionato giapponese: 1

Kawasaki Frontale: 2021
- Coppa dell'Imperatore: 1

Kawasaki Frontale: 2023
- Campeonato Brasileiro Série B: 1

Santos: 2024

#### Competizioni internazionali
- Coppa Sudamericana: 1

San Paolo: 2012

### Nazionale
- Torneo di Tolone: 1

2013